# Demolition (wrestling)

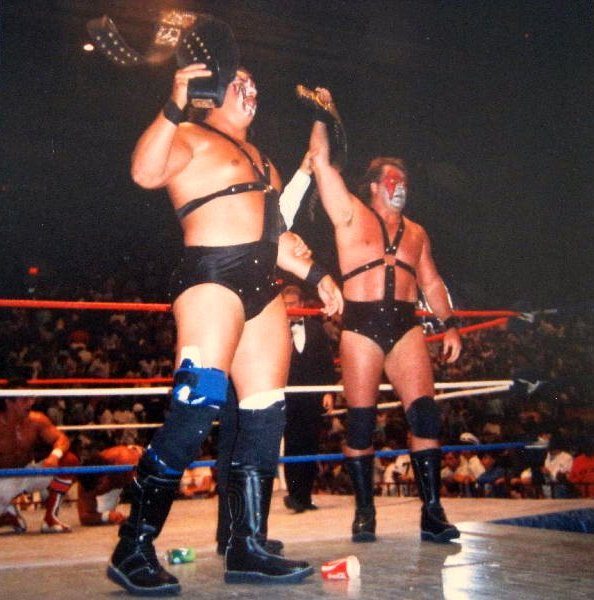
Demolition som tagteam-världsmästare.

Demolition var ett professionellt tagteam i wrestling som var mest framstående under slutet av 1980-talet och början av 1990-talet i World Wrestling Federation (WWF) bestående av Ax (Bill Eadie), Smash (Barry Darsow) och senare Crush (Brian Adams). I WWF var Demolition tre gånger WWF World Tag Team Champions och håller rekordet som längst regerande mästare.  